# Südsudanesische Basketballnationalmannschaft
Die südsudanesische Basketballnationalmannschaft der Herren vertritt den Südsudan bei Basketball-Länderspielen.

## Geschichte
Die South Sudan basketball federation (SSBF) wurde am 24. November 2013 gegründet und war 2014 ein Gründungsmitglied des Nationalen olympischen Komitees (NOK). Südsudan ist Mitglied der V-Region. Präsident des Verbandes ist seit 2019 Luol Deng.

## Abschneiden bei internationalen Wettbewerben

### Weltmeisterschaften
| - 2014 – nicht qualifiziert - 2019 – nicht qualifiziert - 2023 – 17. Platz |

### Olympische Spiele
| - 2016 – nicht qualifiziert - 2020 – nicht qualifiziert - 2024 – 9. Platz |

### Afrikameisterschaften
| - 2015 – nicht qualifiziert - 2017 – nicht qualifiziert - 2021 – 7. Platz |

## Kader
| Spieler | Spieler              | Spieler           | Spieler | Spieler | Spieler  | Spieler                           |
| Nr.     | Name                 | Geburt            | Größe   | Info    | Einsätze | Verein                            |
| ------- | -------------------- | ----------------- | ------- | ------- | -------- | --------------------------------- |
|         |                      | Guards (PG, SG)   |         |         |          |                                   |
| 4       | Carlik Jones         | 23.12.1997        | 183 cm  |         |          | Zhejiang Golden Bulls             |
| 7       | Bul Kuol             | 10.01.1997        | 204 cm  |         |          | Sydney Kings                      |
| 11      | Marial Shayok        | 26.07.1995        | 198 cm  |         |          | Shandong Hi-Speed Basketball Club |
| 12      | Jackson Makoi        | 03.07.2000        | 193 cm  |         |          | Cairns Taipans                    |
| 14      | Peter Jok            | 30.03.1994        | 198 cm  |         |          | Sioux Falls Skyforce              |
| 15      | Sunday Dech          | 01.01.1994        | 195 cm  |         |          | Adelaide 36ers                    |
|         |                      | Forwards (SF, PF) |         |         |          |                                   |
| 5       | Nuni Omot            | 03.10.1994        | 206 cm  |         |          | Ningbo Rockets                    |
| 8       | Kuany Ngor Kuany     | 08.07.1994        | 201 cm  |         |          | Keilor Thunder                    |
| 9       | Wenyen Gabriel       | 26.03.1997        | 206 cm  |         |          | Maccabi Tel Aviv                  |
| 10      | J.T. Thor            | 26.08.2002        | 210 cm  |         |          | Free Agent                        |
| 13      | Majok Deng           | 01.03.1995        | 205 cm  |         |          | Tasmania JackJumpers              |
|         |                      | Center (C)        |         |         |          |                                   |
| 6       | Khaman Madit Maluach | 14.09.2006        | 216 cm  |         |          | Duke Blue Devils                  |

| Trainer                | Trainer         | Trainer         |
| Nat.                   | Name            | Position        |
| ---------------------- | --------------- | --------------- |
| Vereinigte Staaten     | Royal Ivey      | Head Coach      |
| /                      | Luol Deng       | Assistenz-Coach |
| /                      | Ajou Deng       | Assistenz-Coach |
| Vereinigtes Konigreich | Dzaflo Larkai   | Assistenz-Coach |
| Vereinigte Staaten     | Joseph Mantegna | Assistenz-Coach |
| Vereinigte Staaten     | Fortune Solomon | Assistenz-Coach |

| Legende              | Legende            |
| Abk.                 | Bedeutung          |
| -------------------- | ------------------ |
| (C)                  | Mannschaftskapitän |
| Quellen              |                    |
| Teamhomepage         |                    |
| Ligahomepage         |                    |
| Stand: 29. Juli 2024 |                    |

| Legende              | Legende            |
| Abk.                 | Bedeutung          |
| -------------------- | ------------------ |
| (C)                  | Mannschaftskapitän |
| Quellen              |                    |
| Teamhomepage         |                    |
| Ligahomepage         |                    |
| Stand: 29. Juli 2024 |                    |

## Ehemalige Kader
| Nr. | Name                 | Geburtsdatum    | Größe  | Position | Einsätze | Club                              |
| --- | -------------------- | --------------- | ------ | -------- | -------- | --------------------------------- |
| 4   | Carlik Jones         | 23.12.1997      | 183 cm | Guard    |          | Zhejiang Golden Bulls             |
| 5   | Nuni Omot            | 03.10.1994      | 206 cm | Forward  |          | Ningbo Rockets                    |
| 6   | Khaman Madit Maluach | 14.09.2006      | 216 cm | Center   |          | Duke Blue Devils                  |
| 7   | Bul Kuol             | 10.01.1997      | 204 cm | Guard    |          | Sydney Kings                      |
| 8   | Kuany Ngor Kuany     | 08.07.1994      | 201 cm | Forward  |          | Keilor Thunder                    |
| 32  | Wenyen Gabriel       | 26.03.1997      | 206 cm | Forward  |          | Maccabi Tel Aviv                  |
| 11  | Marial Shayok        | 26.07.1995      | 198 cm | Guard    |          | Shandong Hi-Speed Basketball Club |
| 10  | J. T. Thor           | 6.08.2002       | 210 cm | Forward  |          | Free Agent                        |
| 12  | Jackson Makoi        | 03.07.2000      | 193 cm | Guard    |          | Cairns Taipans                    |
| 13  | Majok Deng           | 01.03.1995      | 205 cm | Forward  |          | Tasmania JackJumpers              |
| 14  | Peter Jok            | 30.03.1994      | 98 cm  | Guard    |          | Sioux Falls Skyforce              |
| 15  | Sunday Dech          | 01.01.1994      | 195 cm | Guard    |          | Adelaide 36ers                    |
|     | Royal Ivey           | Head Coach      |        |          |          |                                   |
|     | Luol Deng            | Assistenz-Coach |        |          |          |                                   |
|     | Ajou Deng            | Assistenz-Coach |        |          |          |                                   |
|     | Dzaflo Larkai        | Assistenz-Coach |        |          |          |                                   |
|     | Joseph Mantegna      | Assistenz-Coach |        |          |          |                                   |
|     | Fortune Solomon      | Assistenz-Coach |        |          |          |                                   |

| Nr. | Name                 | Geburtsdatum    | Größe  | Position | Einsätze | Club                         |
| --- | -------------------- | --------------- | ------ | -------- | -------- | ---------------------------- |
| 0   | Junior Madut         | 26.03.1997      | 198 cm | Guard    |          | South East Melbourne Phoenix |
| 2   | Carlik Jones         | 23.12.1997      | 183 cm | Guard    |          | Chicago Bulls                |
| 11  | Marial Shayok        | 26.07.1995      | 198 cm | Guard    |          | Maine Celtics                |
| 14  | Dut Yok Kacuol       | 30.03.1994      | 198 cm | Guard    |          | Cholet Basket                |
| 44  | Sunday Dech          | 01.01.1994      | 195 cm | Guard    |          | Adelaide 36ers               |
| 1   | Nuni Omot            | 03.10.1994      | 206 cm | Forward  |          | Taichung Suns                |
| 8   | Kuany Ngor Kuany     | 08.07.1994      | 201 cm | Forward  |          | Keilor Thunder               |
| 13  | Majok Deng           | 01.03.1995      | 205 cm | Forward  |          | Tasmania JackJumpers         |
| 32  | Wenyen Gabriel       | 26.03.1997      | 206 cm | Forward  |          | Free Agent                   |
| 6   | Khaman Madit Maluach | 14.09.2006      | 216 cm | Center   |          | A.S. Douanes                 |
| 12  | Deng Acuoth          | 02.10.1996      | 208 cm | Center   |          | Knox Raiders                 |
| 21  | Koch Bar             | 15.09.1996      | 211 cm | Center   |          | Horsens IC                   |
|     | Royal Ivey           | Head Coach      |        |          |          |                              |
|     | Luol Deng            | Assistenz-Coach |        |          |          |                              |